# Bürgermeisterei Olzheim
Die Bürgermeisterei Olzheim war eine von ursprünglich 29 preußischen Bürgermeistereien, in die sich der 1816 neu gebildete Kreis Prüm im Regierungsbezirk Trier verwaltungsmäßig gliederte. Von 1822 an gehörte der Regierungsbezirk Trier, damit auch die Bürgermeisterei Olzheim, zu der in dem Jahr neu gebildeten Rheinprovinz. Der Verwaltung der Bürgermeisterei unterstanden sieben Gemeinden. Der Verwaltungssitz war in der heutigen Ortsgemeinde Olzheim, später in Prüm im Eifelkreis Bitburg-Prüm in Rheinland-Pfalz.

## Gemeinden und zugehörige Ortschaften
Zur Bürgermeisterei Olzheim gehörten folgende Gemeinden (Einwohnerzahlen: Stand 1843):
- Dausfeld (75 Einwohner; seit 1973 Stadtteil von Prüm) mit der Dausfelder Mühle (8)
- Hermespand (76; seit 1971 Ortsteil von Weinsheim)
- Kleinlangenfeld (125)
- Neuendorf (82)
- Olzheim (330) mit dem Weiler Knaufspesch (12)
- Wascheid (111; seit 1971 Ortsteil von Gondenbrett) mit dem Weiler Halbemeile (11)
- Willwerath (94; seit 1971 Ortsteil von Weinsheim)

Insgesamt lebten 1843 im Bürgermeistereibezirk 924 Menschen in 139 Wohnhäusern. Alle Einwohner waren katholisch. Es gab je eine Kirche in Hermespand, Kleinlangenfeld, Neuendorf und Olzheim sowie eine Kapelle in Wascheid.
Bei einer statistischen Erhebung aus dem Jahr 1885 wurden 949 Einwohner in 184 Haushalten gezählt; die Fläche der zugehörenden Gemeinden betrug insgesamt 4.727 Hektar, davon waren 1.721 Hektar Wald, 629 Hektar Ackerland und 323 Hektar Wiesen.

## Geschichte
Vor 1794 gehörten die Ortschaften Olzheim, Dausfeld, Hermespand, Wascheid und Willwerath zum Amt Prüm im Kurfürstentum Trier, Kleinlangenfeld zum kurtrierischen Amt Schönecken. Neuendorf gehörte vor 1794 zur Grafschaft Gerolstein.
Im Jahr 1794 hatten französische Revolutionstruppen das Linke Rheinufer besetzt. Unter der französischen Verwaltung waren die genannten Ortschaften von 1798 an dem Kanton Prüm zugeordnet, der zum Arrondissement Prüm im Saardepartement gehörte.
Aufgrund der Beschlüsse auf dem Wiener Kongress wurden 1815 wesentliche Teile des Rheinlands dem Königreich Preußen zugeordnet. Unter der preußischen Verwaltung wurden im Jahr 1816 Regierungsbezirke und Kreise neu gebildet, linksrheinisch behielt Preußen in der Regel die Verwaltungsbezirke der französischen Mairies vorerst bei. Die Bürgermeisterei Olzheim entsprach insoweit der vorherigen Mairie Olzheim. Die Bürgermeisterei Olzheim wurde dem Kreis Prüm im Regierungsbezirk Trier zugeordnet. Sie bestand bis 1896 und ging zusammen mit den Bürgermeistereien Rommersheim und Wallersheim in der Bürgermeisterei Prüm-Land auf.
Alle Ortschaften gehören heute verwaltungsmäßig zur Verbandsgemeinde Prüm im Eifelkreis Bitburg-Prüm in Rheinland-Pfalz.